# Laivateollisuus
Oy Laivateollisuus Ab ("skeppsindustri"), eller "LaTe", var ett varv i Åbo under åren 1944–1988. Det grundades 1944 i förstaden Pansio och 1945 byggdes varvsområdet, tillsammans med ett bostadsområde. Laivateollisuus ingick i Valmet från 1973 och blev 1983 en del av Valmet Marine Industry. Det blev 1987 en del av Wärtsilä Marinindustri, varefter det lades ned 1988.
Varvet grundades av rederierna Finska Ångfartygs Ab (FÅA), Ab Finland — Amerika Linjen Oy och Ab Oceanfart Oy i samband med fullgörandet av Finlands krigsskadestånd till Sovjetunionen. Det började bygga så kallade krigsskadeståndsskonare våren 1945. Totalt byggdes 90 tremastade skonare i trä. Laivateollisuus utvecklades till det tredje största varvet i Åbo efter Valmet och Crichton-Vulcan med 750 anställda.
Oy Laivateollisuus Ab var specialiserat på mindre fartyg och långa serier av fraktfartyg byggdes till Sovjetunionen, avpassade för det ryska kanalsystemet, samt ett större antal supplyfartyg för olje- och gasutvinningen till havs. Ett stycke därifrån fanns Valmets varv i Pansio, som var en ledande leverantör av småbåtar till den närbelägna marinbasen, och där det tillverkades marindieslar. I en stor bytesaffär 1987 övergick alla Valmets varv till Wärtsilä Marinindustri (och alla Wärtsiläs fabriker för cellulosaindustrin övergick till Valmet). I sviterna av den europeiska varvskrisen lades därefter varven ned ett efter ett.
Erik Bryggman ansvarade för planeringen av Laivateollisuus bostadsområde i Åbo.

## Byggda fartyg i urval
- Skonaren S/S Meridianas, 1948
- Krigsskadeståndsskonaren Vega, 1952
- Zarja, icke-magnetiskt forskningsfartyg, 1952
- 13 Nuoli-klass motorkanonbåtar, 1961–1966
- Bilfärjan M/S Grisslan, 1971
- Kuha-klass, minsvepare, från 1974
- Bilfärjan M/S Gudingen, 1980
- M/S Nordsyssel, 1983
- HMS Trossö, 1984

## Bildgalleri

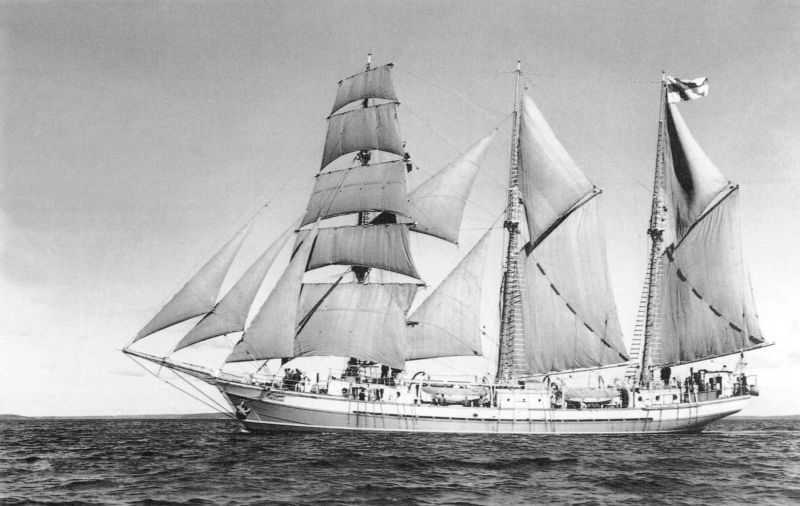
Skolfartyget, skonaren S/S Meridianas, levererad 1948
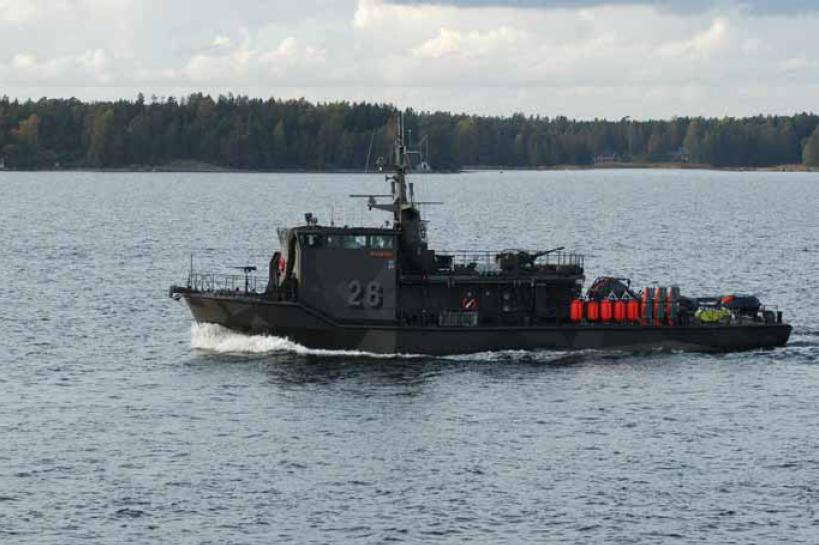
Finländska marinens minsvepare Kuha, 1974
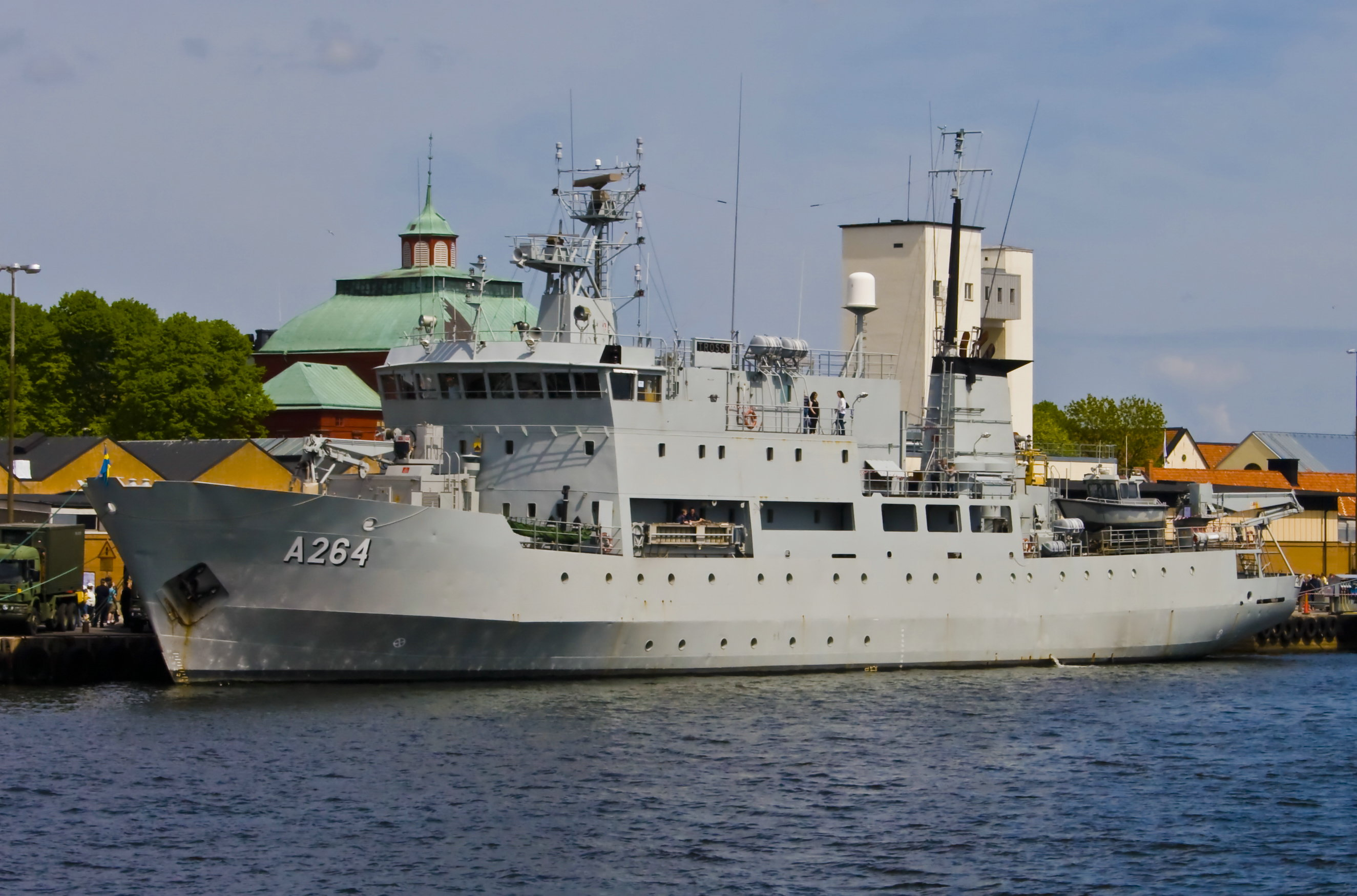
Svenska marinens stödfartyg HMS Trossö, sjösatt 1984
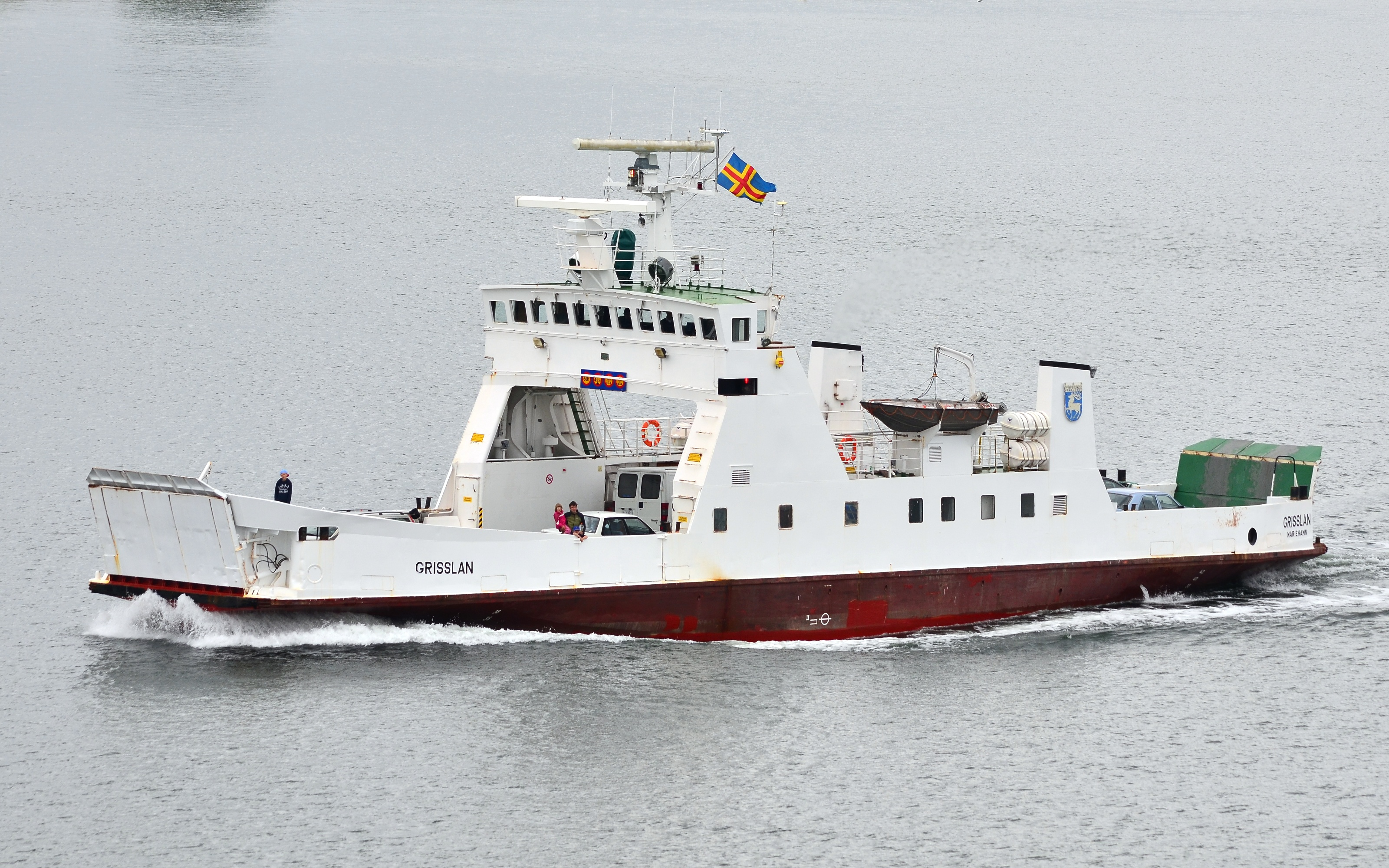
Bilfärjan M/S Grisslan i Ålands skärgård, byggd 1971
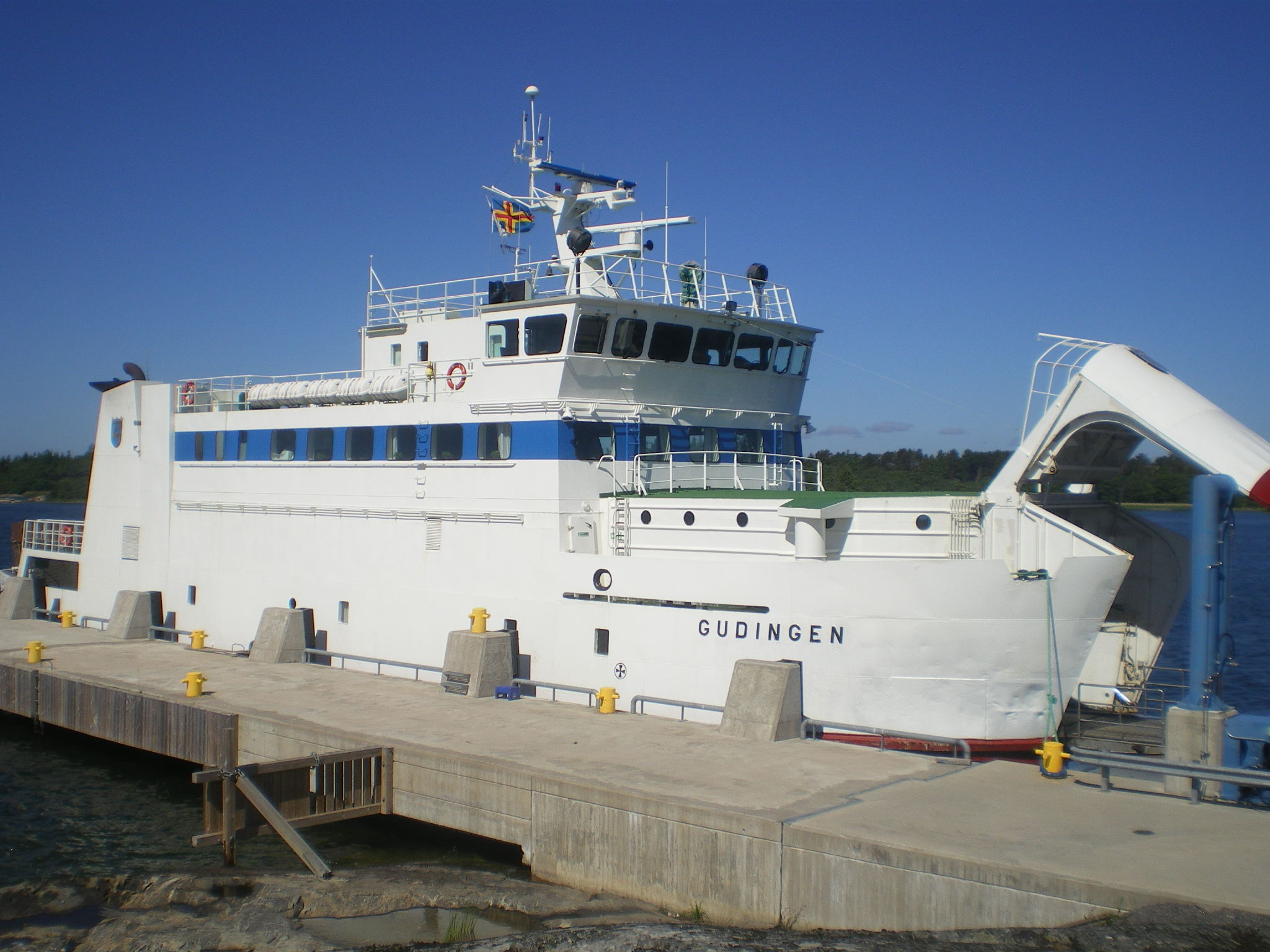
M/S Gudingen i hamn på Kökar, byggd 1980